# 李箱文學獎
李箱文學獎（：／）是為紀念韓國作家李箱而由设立的韓國文學獎項，由文學知性社於1977年設立。主要授獎文學領域是中短篇小說，是韓國最重要的獎項之一。評審委員會由文學評論家和大學教授組成，每年評選出大獎作品1篇，優秀獎作品7篇。

## 歷屆得獎作品
- 第1屆（1977年）－金承鈺（朝鲜语：김승옥）〈서울의 달빛 0장〉
- 第2屆（1978年）－李清俊〈잔인한 도시〉
- 第3屆（1979年）－吳貞姬（朝鲜语：오정희 (소설가)）〈저녁의 게임〉
- 第4屆（1980年）－柳在用（朝鲜语：유재용）〈관계〉
- 第5屆（1981年）－朴婉緒（朝鲜语：박완서）〈엄마의 말뚝〉
- 第6屆（1982年）－崔仁浩（朝鲜语：최인호 (작가)）〈깊고 푸른 밤〉
- 第7屆（1983年）－徐永恩 〈먼 그대〉
- 第8屆（1984年）－李均永（朝鲜语：이균영）〈어두운 기억의 저편〉
- 第9屆（1985年）－李祭夏（朝鲜语：이제하）〈나그네는 길에서도 쉬지 않는다〉
- 第10屆（1986年）－崔一男（朝鲜语：최일남）〈흐르는 북〉
- 第11屆（1987年）－李文烈〈우리들의 일그러진 영웅〉
- 第12屆（1988年）－林哲佑（朝鲜语：林哲佑）〈붉은 방〉、韓勝源（朝鲜语：한승원 (소설가)）〈해변의 길손〉
- 第13屆（1989年）－金采原（朝鲜语：金采原）〈겨울의 환〉
- 第14屆（1990年）－金源一（朝鲜语：金源一）〈마음의 감옥〉
- 第15屆（1991年）－趙星基（朝鲜语：趙星基）〈우리 시대의 소설가〉
- 第16屆（1992年）－梁貴子（朝鲜语：梁貴子）〈숨은 꽃〉
- 第17屆（1993年）－崔秀哲（朝鲜语：崔秀哲）〈얼음의 도가니〉
- 第18屆（1994年）－崔允 〈하나코는 없다〉
- 第19屆（1995年）－尹厚明 〈하얀 배〉
- 第20屆（1996年）－尹大寧（朝鲜语：윤대녕）〈천지간〉
- 第21屆（1997年）－金知原（朝鲜语：김지원 (소설가)）〈사랑의 예감〉
- 第22屆（1998年）－殷熙耕（朝鲜语：은희경）〈아내의 상자〉
- 第23屆（1999年）－朴相禹〈내 마음의 옥탑방〉
- 第24屆（2000年）－이인화〈시인의 별〉
- 第25屆（2001年）－申京淑〈부석사〉
- 第26屆（2002年）－권지예〈뱀장어 수프〉
- 第27屆（2003年）－金仁淑（朝鲜语：김인숙）〈바다와 나비〉
- 第28屆（2004年）－金薰（朝鲜语：김훈 (소설가)）〈화장〉
- 第29屆（2005年）－韓江〈몽고반점〉
- 第30屆（2006年）－鄭美景〈밤이여, 나뉘어라〉
- 第31屆（2007年）－全鏡潾（朝鲜语：전경린）〈천사는 여기 머문다〉
- 第32屆（2008年）－권여선〈사랑을 믿다〉
- 第33屆（2009年）－金衍洙（朝鲜语：김연수 (작가)）〈산책하는 이들의 다섯 가지 즐거움〉
- 第34屆（2010年）－朴玟奎（朝鲜语：박민규 (작가)）〈아침의 문〉
- 第35屆（2011年）－孔枝泳〈맨발로 글목을 돌다〉
- 第36屆（2012年）－金英夏〈옥수수와 나〉
- 第37屆（2013年）－金愛爛〈침묵의 미래〉
- 第38屆（2014年）－片惠英（朝鲜语：편혜영）〈몬순〉
- 第39屆（2015年）－김숨〈뿌리 이야기〉
- 第40屆（2016年）－金勁旭（朝鲜语：김경욱 (소설가)）〈천국의 문〉
- 第41屆（2017年）－具孝書（朝鲜语：구효서）〈풍경소리〉
- 第42屆（2018年）－손홍규〈꿈을 꾸었다고 말했다〉
- 第43屆（2019年）－윤이형〈그들의 첫 번째와 두 번째 고양이〉